# Xã Jefferson, Quận Johnson, Missouri
Xã Jefferson (tiếng Anh: Jefferson Township) là một xã thuộc quận Johnson, tiểu bang Missouri, Hoa Kỳ. Năm 2010, dân số của xã này là 737 người.